# Sacco et Vanzetti (film)
Pour les articles homonymes, voir Sacco et Vanzetti (homonymie).
Pour plus de détails, voir Fiche technique et Distribution.
Sacco et Vanzetti (Sacco e Vanzetti) est un drame historique de coproduction franco-italienne, réalisé par Giuliano Montaldo, et sorti en 1971. Il retrace l'histoire de l'affaire Sacco et Vanzetti survenue dans les années 1920.
Le film a été présenté en mai 1971 au Festival de Cannes.

## Synopsis
Un hold-up sanglant est commis le 15 avril 1920, dans le Massachusetts. Deux anarchistes d'origine italienne, Nicola Sacco et Bartolomeo Vanzetti sont arrêtés. Malgré le manque de preuves formelles, ils sont condamnés à mort et envoyés à la chaise électrique.

## Fiche technique
Sauf indication contraire, les informations mentionnées dans cette section peuvent être confirmées par la base de données cinématographiques Unifrance,  présente dans la section « Liens externes ».
- Titre français : Sacco et Vanzetti
- Titre original : Sacco e Vanzetti
- Réalisation : Giuliano Montaldo
- Scénario : Fabrizio Onofri, Giuliano Montaldo, Ottavio Jemma (en) et Mino Roli
- Montage : Nino Baragli
- Photographie : Silvano Ippoliti
- Costumes : Enrico Sabbatini
- Musique : Ennio Morricone, chanson Here's to You (paroles de Joan Baez)
- Sociétés de production : Unidis, Jolly Film, Théâtre Le Rex
- Sociétés de distribution : Compagnie française de distribution cinématographique (CFDC), Carlotta Films
- Pays de production :  Italie -  France
- Langue de tournage : italien
- Format : couleur (technicolor) - 1,85:1 - Son mono - 35 mm
- Genre : drame historique
- Durée : 120 minutes
- Sortie :
  -  Italie : 16 mars 1971
  -  France : 31 mai 1971

## Distribution
- Riccardo Cucciolla : Nicola Sacco
- Gian Maria Volontè : Bartolomeo Vanzetti
- Cyril Cusack : Frederick Katzmann
- Rosanna Fratello : Rosa Sacco, la femme de Nicola
- Geoffrey Keen : le juge Webster Thayer
- Milo O'Shea : Fred Moore, le premier avocat de la défense
- William Prince : William Thompson, le second avocat de la défense
- Claude Mann : le journaliste ami de l'avocat Thompson
- Armenia Balducci : Virginia Vanzetti, la femme de Bartolomeo
- Sergio Fantoni : le consul Giuseppe Andrower

## Récompenses et distinctions
- Ruban d'argent du meilleur acteur 1972 : Riccardo Cucciolla
- Prix d'interprétation masculine au Festival de Cannes 1971 : Riccardo Cucciolla